# Puchar Włoch w piłce nożnej (1986/1987)
Puchar Włoch 1986/87 – 40 edycja rozgrywek piłkarskiego Pucharu Włoch.

## Półfinały
- Atalanta BC - US Cremonese 2:0 i 0:0
- Cagliari Calcio - SSC Napoli 0:1 i 1:4

## Finał
- 7 czerwca 1987, Neapol: SSC Napoli - Atalanta BC 3:0
- 13 czerwca 1987, Bergamo: Atalanta BC - SSC Napoli 0:1